# ФК «Динамо» Москва в сезоне 1942
Сезон 1942 года — 20-й в истории футбольного клуба «Динамо» Москва.
В нём команда приняла участие в проводимых в период  Великой Отечественной войны весеннем и осеннем чемпионатах Москвы и кубке Москвы.

## Общая характеристика выступления команды в сезоне
Перед началом второго военного сезона в «Динамо» пришел 22-летний Василий Карцев — один из значимых футболистов в истории клуба. Он усилил и без того блестящий подбор игроков во главе с одним лучших тренеров в отечественном футболе.
Однако в условиях военного времени при достаточно напряженной службе футболистов в частях НКВД наладить в полной мере грамотный тренировочный процесс не представлялось возможным — с определенным трудом удавалось буквально «выкраивать» время для участия в календарных играх; на тренировки времени и ресурсов почти не оставалось — в сравнении с довоенными сезонами футболисты практически не тренировались. Для динамовцев, манера игры которых в весьма значительной мере определялась функциональной готовностью, это имело определяющее значение.
Если в весеннем сезоне команда практически не имела соперников, то по мере восстановления их от военных потрясений (в первую очередь, «Спартака», сумевшего вернуть под свои знамёна сильнейших футболистов) стало больше матчей, в которых навязывалась борьба; в важнейших из них (финале кубка и решающих матчах осеннего первенства) команда «Динамо» не преуспела.  

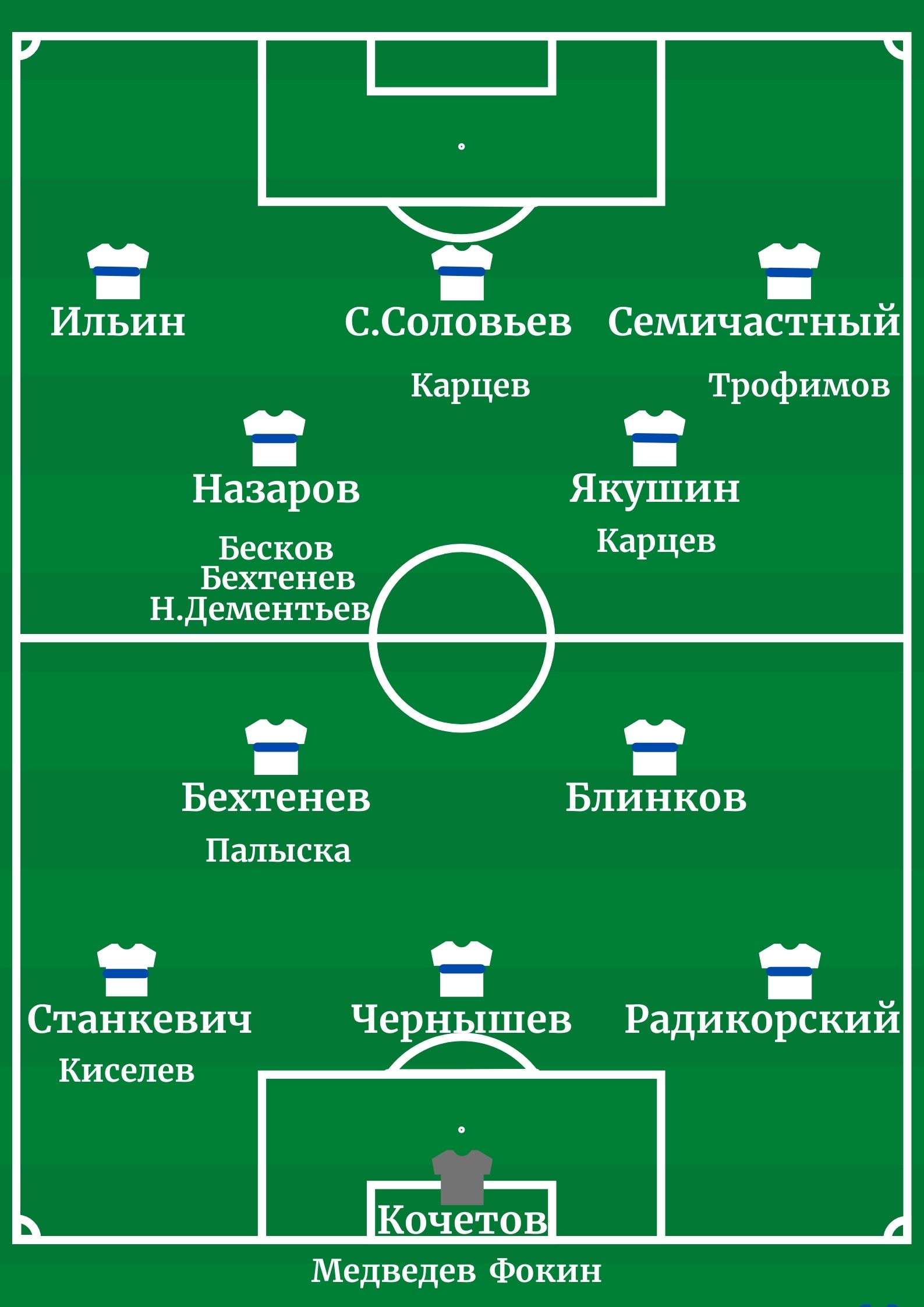

## Команда

### Состав
| Игрок                | Дата рождения    | Сезон в «Динамо» | Бывший клуб            |
| Вратари              | Вратари          | Вратари          | Вратари                |
| -------------------- | ---------------- | ---------------- | ---------------------- |
| Борис Кочетов        | 26 августа 1914  | 2                | «Торпедо» Москва       |
| Николай И.Медведев   | 21 сентября 1918 | 3                | «Динамо» (клубная)     |
| Евгений Фокин        | 25 октября 1909  | 12               | «Динамо» (клубная)     |
| Защитники            |                  |                  |                        |
| Всеволод Радикорский | 3 октября 1915   | 5                | «Динамо» (клубная)     |
| Аркадий Чернышев     | 16 марта 1914    | 7                | «Серп и Молот»         |
| Иван Станкевич       | 11 апреля 1914   | 3                | «Локомотив» Москва     |
| Петр Киселёв         | 28 января 1909   | 2                | «Металлург» Москва     |
| Михаил Антоневич     | 18 ноября 1912   | 1                | «Динамо» Минск         |
| Полузащитники        |                  |                  |                        |
| Всеволод Блинков     | 10 декабря 1918  | 3                | «Динамо» Новосибирск   |
| Валерий Бехтенев     | 21 декабря 1914  | 4                | «Динамо» Ростов        |
| Николай Палыска      | 14 июля 1912     | 3                | «Металлург» Москва     |
| Нападающие           |                  |                  |                        |
| Василий Трофимов     | 7 января 1919    | 4                | «Динамо-ТК №1» Болшево |
| Михаил Якушин        | 15 ноября 1910   | 10               | СКиГ                   |
| Сергей Соловьев      | 9 марта 1915     | 3                | «Динамо» Ленинград     |
| Александр Назаров    | 26 июля 1915     | 5                | «Динамо» (клубная)     |
| Сергей Ильин         | 2 июля 1906      | 12               | ЦДКА                   |
| Михаил Семичастный   | 5 декабря 1910   | 7                | ЦДКА                   |
| Василий Карцев       | 9 апреля 1920    | 1                | «Локомотив» Москва     |
| Константин Бесков    | 18 ноября 1920   | 2                | «Металлург» Москва     |
| Николай Дементьев    | 27 июля 1915     | 3                | «Динамо» Ленинград     |
| Алексей Пономарёв    | 15 февраля 1913  | 6                | «Динамо» (клубная)     |

### Изменения в составе
| Поз | Игрок              | Прежний клуб       |
| --- | ------------------ | ------------------ |
| В   | Николай И.Медведев | «Динамо» (клубная) |
| В   | Евгений Фокин      | «Динамо» (клубная) |
| З   | Михаил Антоневич   | «Динамо» Минск     |
| Н   | Василий Карцев     | «Локомотив» Москва |
| Н   | Алексей Пономарёв  | «Динамо» (клубная) |

## Официальные матчи

### Чемпионат Москвы (весна)
Число участников — 9. Система розыгрыша — «круговая» в один круг. Победитель — «Динамо» Москва.
| 31 мая ЧМ 1 (144) | «Динамо» Москва                                                                      | 9:0     | «Локомотив» | Москва                                                            |
| | - Трофимов 18′ 60′ - Назаров 30′ 55′ - Ильин 40′ 41′ 59′ - Соловьев 48′ - Якушин 78′ | (отчёт) |             | Стадион: «Динамо» (малый) Зрителей: 2 000 Судья: Н.Мохов (Москва) |
| «Динамо» Москва: Фокин - Радикорский, Чернышев, Киселёв - Блинков, Палыска - Трофимов, Якушин , Соловьев, Назаров, Ильин «Локомотив»: Карпов - И.Андреев , Мельников, Борискин - Золотухин, Вышинский - Хлопотин, Завидонов, Дурновский, А.Сальников, Стебаков |                                                                                      |         |             |                                                                   |

| 14 июн ЧМ 2 (145) | «Динамо» Москва                                                                                          | 11:0    | «Строитель» | Москва                                                            |
| | - Бесков 9′ 48′ - Якушин 38′ 83′ - Ильин 40′ 42′ 75′ - Трофимов 44′ - Семичастный 50′ 63′ - Соловьев 55′ | (отчёт) |             | Стадион: «юных пионеров» Зрителей: 2 000 Судья: С.Руднев (Москва) |
| «Динамо» Москва: Фокин - Радикорский, Чернышев, Киселёв - Блинков, Палыска - Трофимов (46' Семичастный), Якушин , Соловьев, Бесков, Ильин «Строитель»: Белоярцев - Сухарев, Саванов , Ярцев - Микульшин, Зенкин - Корнеев, Неушев, Б.Квашнин, А.Полевой, А.Демин | |         |             |                                                                   |

| 21 июн ЧМ 3 (146) | «Динамо» Москва              | 2:1     | «Спартак»   | Москва                                                        |
| | - Соловьев 50'(пен.) 50′ 62′ | (отчёт) | - 73′ Щагин | Стадион: «Сталинец» Зрителей: 7 000 Судья: С.Демидов (Москва) |
| «Динамо» Москва: Кочетов - Радикорский 76', Чернышев, Киселёв - Блинков, Палыска - Семичастный, Якушин , Соловьев, Бесков, Ильин · «Спартак»: Акимов - Вик. Соколов, Вас. Соколов, Тучков - Малинин, Б.Соколов - Смыслов 70', Глазков, А.Соколов, В.Степанов (65' Щагин), Н.Морозов-I |                              |         |             |                                                               |

| 5 июл ЧМ 4 (147) | «Динамо» Москва | 0:0     | в/ч т.Иванова | Москва                                                             |
| |                 | (отчёт) |               | Стадион: «Динамо» (малый) Зрителей: 7 000 Судья: Н.Павлов (Москва) |
| «Динамо» Москва: Кочетов - Радикорский, Чернышев, Киселёв - Блинков, Палыска - Семичастный, Якушин , Соловьев, Бехтенев, Ильин в/ч т.Иванова: Бычков - Крутьковский, Л.Соловьев , Никульцев - Малявкин, Коробко - Пискарев, Проворнов, Яковлев, Балясов, Зиновьев |                 |         |               |                                                                    |

| 23 июл ЧМ 5 (148) | «Динамо» Москва                                                           | 6:0     | «Мясокомбинат» | Москва                                                            |
| | - Якушин 12′ - Назаров 25′ 64′ - Бесков 35′ - Трофимов 71′ - Бехтенев 83′ | (отчёт) |                | Стадион: «Динамо» (малый) Зрителей: 2 500 Судья: Н.Мохов (Москва) |
| «Динамо» Москва: Кочетов - Станкевич, Чернышев, Киселёв - Блинков, Палыска - Бесков, Якушин , Назаров, Бехтенев, Трофимов |                                                                           |         |                |                                                                   |

| 26 июл ЧМ 6 (149) | «Динамо» Москва                                                                                              | 15:0    | «Зенит» | Москва                                                             |
| | - Ильин 6′ 18′ 49′ 52′ 75′ - Пономарев 12′ 43′ - Карцев 23′ 36′ 39′ 56′ 78′ - Соловьев 32′ 64′ - Назаров 85′ | (отчёт) |         | Стадион: «юных пионеров» Зрителей: 2 000 Судья: И.Широков (Москва) |
| «Динамо» Москва: Медведев - Радикорский, Чернышев , Станкевич - Блинков, Бехтенев - Трофимов, Карцев, Соловьев, Пономарев (46' Назаров), Ильин | |         |         |                                                                    |

| 29 июл ЧМ 7 (150) | «Динамо» Москва              | 2:0     | «Торпедо» | Москва                                                             |
| | - Соловьев 55′ - Назаров 62′ | (отчёт) |           | Стадион: «Динамо» (малый) Зрителей: 5 000 Судья: Н.Павлов (Москва) |
| «Динамо» Москва: Медведев - Радикорский, Чернышев , Станкевич - Блинков, Бехтенев - Трофимов, Карцев, Соловьев, Назаров, Ильин «Торпедо»: Разумовский - Алякринский , Загрецкий, Ремин - В.Маслов, Н.Морозов-II - М.Степанов, Митронов, Пономарев, Г.Жарков, В.Жарков |                              |         |           |                                                                    |

| 2 авг ЧМ 8 (151) | «Динамо» Москва              | 2:0     | «Крылья Советов» | Москва                                                              |
| | - Трофимов 25′ - Назаров 73′ | (отчёт) |                  | Стадион: «Динамо» (малый) Зрителей: 5 000 Судья: И.Широков (Москва) |
| «Динамо» Москва: Медведев - Антоневич, Чернышев , Станкевич - Блинков, Бехтенев - Трофимов, Карцев, Соловьев, Назаров, Ильин «Крылья Советов»: Головкин - Алешин, Чернов, Карелин - В.Егоров, С.Артемьев - Ратников, Марушкин (60' Алексеев), Ступаков, Севидов, Енушков |                              |         |                  |                                                                     |

#### Итоговая таблица[2]
| М | Команда          | И | В | Н | П | Мячи   | ±   | О  |
| - | ---------------- | - | - | - | - | ------ | --- | -- |
|   | «Динамо» Москва  | 6 | 5 | 1 | 0 | 21 − 1 | +20 | 11 |
|   | «Крылья Советов» | 6 | 4 | 0 | 2 | 14 − 7 | +7  | 8  |
|   | «Спартак»        | 6 | 4 | 0 | 2 | 11 − 7 | +4  | 8  |
| 4 | «Торпедо»        | 6 | 3 | 1 | 2 | 9 − 10 | −1  | 7  |

И — игры, В — выигрыши, Н — ничьи, П — проигрыши, Мячи — забитые и пропущенные голы, ± — разница голов, О — очки

### Кубок Москвы
Число участников — 23. Система розыгрыша — «олимпийская». Победитель — «Спартак».
Команда «Динамо» Москва вышла в финал турнира.
| 25 июн КМ 1 (152) 1/8 финала | «Динамо» Москва                                                                   | 8:1     | «Локомотив»     | Москва                                                             |
| | - Семичастный 20′ 53′ - Ильин 25′ 40′ - Соловьев 28′ - Блинков 60′ - Бехтенев 72′ | (отчёт) | - 85′ Завидонов | Стадион: «Динамо» (малый) Зрителей: 2 500 Судья: М.Леонов (Москва) |
| «Динамо» Москва: Кочетов - Радикорский, Чернышев, Киселёв - Блинков, Палыска - Семичастный, Якушин , Соловьев, Бехтенев, Ильин «Локомотив»: Карпов - И.Андреев , Мельников, Борискин - Золотухин, Вышинский - Хлопотин, Завидонов, Дурновский (46' Комаров), А.Сальников, Стебаков |                                                                                   |         |                 |                                                                    |

| 9 июл КМ 2 (153) 1/4 финала | «Динамо» Москва                                                                  | 10:0    | «Строитель» | Москва                                                        |
| | - Семичастный 6′ 48′ 55′ - Якушин 15′ 63′ - Ильин 37′ 84′ - Соловьев 40′ 68′ 74′ | (отчёт) |             | Стадион: «Сталинец» Зрителей: 2 500 Судья: И.Широков (Москва) |
| «Динамо» Москва: Кочетов - Радикорский, Чернышев, Киселёв - Блинков, Палыска - Семичастный, Якушин , Соловьев, Бехтенев, Ильин |                                                                                  |         |             |                                                               |

| 12 июл КМ 3 (154) 1/2 финала | «Динамо» Москва                    | 3:0     | «Динамо - 2» | Москва                                                             |
| | - Якушин 58′ - Семичастный 70′ 84′ | (отчёт) |              | Стадион: «Динамо» (малый) Зрителей: 3 500 Судья: Б.Щербов (Москва) |
| «Динамо» Москва: Кочетов - Радикорский, Чернышев, Киселёв - Блинков, Палыска - Семичастный, Якушин , Соловьев, Бехтенев, Ильин Динамо - 2: Медведев - Антоневич, Литвинов, П.Петров - Лапшин, Елисеев - Трофимов, Карцев, Назаров (75' В.Смирнов), Ал-й Пономарев, Бесков |                                    |         |              |                                                                    |

| 19 июл КМ 4 (155) финал | «Динамо» Москва | 0:2     | «Спартак»                       | Москва                                                        |
| |                 | (отчёт) | - 23′ Глазков - 50′ Н.Морозов-I | Стадион: «Сталинец» Зрителей: 30 000 Судья: Н.Павлов (Москва) |
| «Динамо» Москва: Кочетов - Радикорский, Чернышев, Киселёв - Блинков, Бехтенев - Семичастный, Якушин , Соловьев, Бесков, Ильин Спартак: Акимов - Вик.Соколов, Тучков, Вас. Соколов - Малинин, Б.Соколов - Смыслов, Глазков, А.Соколов, В.Степанов , Н.Морозов-I (65' Щагин) |                 |         |                                 |                                                               |

### Чемпионат Москвы (осень)
Число участников — 10. Система розыгрыша — «круговая» в один круг. Победитель — «Спартак».
Команда «Динамо» Москва заняла 2 место.
| 30 авг ЧМ 1 (156) | «Динамо» Москва                                                              | 7:0     | «Строитель» | Москва                                                       |
| | - Бехтенев 21′ - Трофимов 32′ - Карцев 38′ 64′ - Ильин 42′ 70′ - Назаров 81′ | (отчёт) |             | Стадион: «Сталинец» Зрителей: 5 000 Судья: Н.Павлов (Москва) |
| «Динамо» Москва: Медведев - Антоневич, Чернышев , Станкевич - Блинков, Бехтенев - Трофимов, Карцев, Соловьев, Назаров, Ильин «Строитель»: Белоярцев - Сухарев, Саванов , Ярцев - Микульшин, Зенкин - Корнеев, Неушев, Б.Квашнин, М.Иванов, А.Демин |                                                                              |         |             |                                                              |

| 6 сен ЧМ 2 (157) | «Динамо» Москва | 0:3     | «Спартак»                         | Москва                                                        |
| |                 | (отчёт) | - 28′ Глазков - 66′ 75′ А.Соколов | Стадион: «Сталинец» Зрителей: 10 000 Судья: Н.Павлов (Москва) |
| «Динамо» Москва: Медведев - Радикорский, Чернышев , Станкевич - Блинков, Бехтенев - Трофимов, Карцев, Соловьев, Назаров, Ильин Спартак: Леонтьев - Вик. Соколов, Сеглин, Вас. Соколов - Малинин, Б.Соколов - Смыслов, Глазков, А.Соколов, В.Степанов , Н.Морозов-I |                 |         |                                   |                                                               |

| 13 сен ЧМ 3 (158) | «Динамо» Москва                                           | 5:0     | «Зенит» | Москва                                                            |
| | - Ильин 25′ 48′ - Карцев 59′ - Соловьев 68′ - Назаров 86′ | (отчёт) |         | Стадион: «Динамо» (малый) Зрителей: 2 000 Судья: Н.Мохов (Москва) |
| «Динамо» Москва: Кочетов - Радикорский, Чернышев , Станкевич - Блинков, Бехтенев - Трофимов, Карцев, Соловьев, Назаров, Ильин |                                                           |         |         |                                                                   |

| 20 сен ЧМ 4 (159) | «Динамо» Москва                                         | 5:2     | в/ч т.Иванова                | Москва                                                             |
| | - Трофимов 8′ - Ильин 42′ 56′ - Бесков 63′ - Карцев 70′ | (отчёт) | - 22′ Балясов - 34′ Малявкин | Стадион: «Динамо» (малый) Зрителей: 2 000 Судья: Н.Павлов (Москва) |
| «Динамо» Москва: Кочетов - Радикорский, Чернышев , Станкевич - Блинков, Бехтенев - Трофимов, Карцев, Соловьев, Бесков, Ильин в/ч т.Иванова: Бычков - Крутьковский, Л.Соловьев , Никульцев - Коробко, Поставнин - Пискарев, Проворнов, Балясов, Малявкин, Зиновьев |                                                         |         |                              |                                                                    |

| 22 сен ЧМ 5 (160) | «Динамо» Москва                                         | 5:1     | «Локомотив»     | Москва                                                      |
| | - Бесков 7′ - Ильин 16′ 44′ - Трофимов 63′ - Карцев 73′ | (отчёт) | - 68′ А.Комаров | Стадион: «Сталинец» Зрителей: 5 000 Судья: Н.Мохов (Москва) |
| «Динамо» Москва: Кочетов - Радикорский, Чернышев , Станкевич - Блинков, Бехтенев - Трофимов, Карцев, Соловьев, Бесков, Ильин «Локомотив»: Карпов - И.Андреев , Мельников, Борискин - Золотухин, Вышинский - Хлопотин, Завидонов, А.Комаров, А.Сальников, Стебаков |                                                         |         |                 |                                                             |

| 27 сен ЧМ 6 (161) | «Динамо» Москва | 0:1     | Н-ская в/ч т.Бурова | Москва                                                 |
| |                 | (отчёт) | - 75′ Демин         | Стадион: ЦДКА Зрителей: 3 000 Судья: Н.Павлов (Москва) |
| «Динамо» Москва: Медведев - Радикорский, Чернышев, Станкевич - Блинков, Бехтенев - Трофимов, Якушин , Карцев, Дементьев, Ильин Н-ская в/ч т.Бурова: Веневцев - Базовой, Лясковский , Пинаичев - Шлычков, А.Виноградов - Протасов, Щербатенко, Лысов, Капелькин, Демин |                 |         |                     |                                                        |

| 4 окт ЧМ 7 (162) | «Динамо» Москва              | 2:1     | «Торпедо»       | Москва                                                               |
| | - Карцев 63′ - Дементьев 75′ | (отчёт) | - 80′ Пономарев | Стадион: «Динамо» (малый) Зрителей: 10 000 Судья: И.Широков (Москва) |
| «Динамо» Москва: Кочетов - Радикорский, Чернышев, Станкевич - Блинков, Бехтенев - Семичастный, Якушин , Карцев, Дементьев, Ильин «Торпедо»: Разумовский - Алякринский, Загрецкий, Ремин - Маслов, Н.Морозов-II - М.Степанов, Митронов, Пономарев, Г.Жарков, В.Жарков |                              |         |                 |                                                                      |

| 11 окт ЧМ 8 (163) | «Динамо» Москва                                                | 5:0     | «Крылья Советов» | Москва                                                              |
| | - Семичастный 21′ 53′ - Якушин 37′ - Дементьев 72′ - Ильин 84′ | (отчёт) |                  | Стадион: «Динамо» (малый) Зрителей: 5 000 Судья: С.Демидов (Москва) |
| «Динамо» Москва: Кочетов - Радикорский, Чернышев, Станкевич - Блинков, Бехтенев - Семичастный, Якушин , Соловьев (65' Карцев), Дементьев, Ильин «Крылья Советов»: Архаров - Алешин, Чернов, Громов - В.Егоров, С.Артемьев - Ратников, Алексеев, Ступаков, Севидов, Енушков |                                                                |         |                  |                                                                     |

| 18 окт ЧМ 9 (164) | «Динамо» Москва                            | 3:2     | «Динамо - 2»                  | Москва                                                             |
| | - Соловьев 18′ - Дементьев 55′ - Ильин 67′ | (отчёт) | - 33′ Елисеев - 84′ В.Смирнов | Стадион: «Динамо» (малый) Зрителей: 3 000 Судья: С.Руднев (Москва) |
| «Динамо» Москва: Кочетов - Радикорский, Чернышев, Станкевич - Блинков, Бехтенев - Семичастный, Якушин , Соловьев, Дементьев, Ильин Динамо - 2: Медведев - Антоневич, Литвинов, П.Петров - Лапшин, Палыска - А.Пономарев, Елисеев , В.Смирнов, Павлов, Трофимов |                                            |         |                               |                                                                    |

#### Итоговая таблица
| М | Команда             | И | В | Н | П | Мячи    | ±   | О  |
| - | ------------------- | - | - | - | - | ------- | --- | -- |
|   | «Спартак»           | 9 | 8 | 1 | 0 | 35 − 3  | +32 | 17 |
|   | «Динамо» Москва     | 9 | 7 | 0 | 2 | 32 − 10 | +22 | 14 |
|   | «Крылья Советов»    | 9 | 7 | 0 | 2 | 20 − 11 | +9  | 14 |
| 4 | Н-ская в/ч т.Бурова | 9 | 5 | 2 | 2 | 25 − 17 | +8  | 12 |

И — игры, В — выигрыши, Н — ничьи, П — проигрыши, Мячи — забитые и пропущенные голы, ± — разница голов, О — очки

## Товарищеские матчи

#### Предсезонные игры
| 10 мая ТМ 1 | «Динамо» Москва                     | 5:0     | «Торпедо» Москва | Москва                                            |
| | - Соловьев (1)′ (пен.) - Ильин (2)′ | (отчёт) |                  | Стадион: «Динамо» (малый) Судья: Н.Мохов (Москва) |
| «Динамо» Москва: Кочетов - Радикорский, Чернышев, Киселёв - Блинков, Палыска - Семичастный, Якушин , Соловьев, Дементьев, Ильин |                                     |         |                  |                                                   |

| 21 мая ТМ 2 | «Динамо» Москва                                 | 3:2     | «Крылья Советов»    | Москва                    |
| | - Назаров 36′ - Палыска 2:1′ - Семичастный 3:1′ | (отчёт) | - 0:1′ 3:2′ Енушков | Стадион: «Динамо» (малый) |
| «Динамо» Москва: Кочетов - Радикорский, Чернышев, Станкевич - Блинков, Палыска - Семичастный, Якушин , Назаров (46' Бесков), Дементьев, Ильин «Крылья Советов»: Архаров - Родионов, Алёшин, Чернов - С.Артемьев, В.Егоров - Ступаков, Ратников, Севидов, Марушкин, Енушков |                                                 |         |                     |                           |

| 24 мая ТМ 3 | «Динамо» Москва | 1:1     | в/ч т.Иванова  | Москва                    |
| | - Якушин 1:0′   | (отчёт) | - 1:0′ Яковлев | Стадион: «Динамо» (малый) |
| «Динамо» Москва: Кочетов - Радикорский, Чернышев, Киселёв - Блинков, Палыска - Семичастный, Якушин , Соловьев, Дементьев, Ильин |                 |         |                |                           |

#### Тур в Казань
| 28 июн ТМ 4 | «Динамо» Москва                                                   | 5:1     | «Динамо» Казань      | Казань                                    |
| | - Соловьев 27′ 5:0′ - Палыска 40′ - Карцев 50′ - Семичастный 4:0′ | (отчёт) | - 5:1′ (пен.) Лотков | Стадион: «Динамо» Судья: Маневич (Казань) |
| «Динамо» Москва: Кочетов - Радикорский, Чернышев, Станкевич - Блинков, Палыска - Семичастный, Якушин , Соловьев, Карцев, Ильин |                                                                   |         |                      |                                           |

| 29 июн ТМ 5 | «Динамо» Москва | 4:2     | «Зенит» Казань | Казань            |
|             |                 | (отчёт) |                | Стадион: «Динамо» |

| 2 июл ТМ 6 | «Динамо» Москва | 3:2     | «Динамо» Казань | Казань            |
|            |                 | (отчёт) |                 | Стадион: «Динамо» |

#### Матч на День Физкультурника («Суперкубок» Москвы)
| 16 авг ТМ 7 | «Динамо» Москва                                 | 4:2     | «Спартак»                             | Москва                                                         |
| | - Бесков 48′ 55′ - Трофимов 73′ - Пономарев 77′ | (отчёт) | - 60′ (пен.) Глазков - 84′ В.Степанов | Стадион: «Сталинец» Зрителей: 20 000 Судья: И.Широков (Москва) |
| «Динамо» Москва: Медведев - Радикорский, Чернышев , Станкевич - Блинков, Бехтенев - Трофимов, Бесков, Карцев (46' Пономарев), Назаров, Ильин «Спартак»: Акимов - Вик.Соколов, Тучков, Вас.Соколов - Малинин, Б.Соколов - Смыслов, Глазков, А.Соколов, В.Степанов , Н.Морозов-I |                                                 |         |                                       |                                                                |

#### Московский тур «Динамо» Ленинград
| 8 сен ТМ 8 | «Динамо» Москва                                     | 4:2     | «Динамо» Ленинград         | Москва                    |
| | - Трофимов 1:0′ 85′ - Ильин 2:0′ - Семичастный 4:2′ | (отчёт) | - 1:1′ Сазонов - 2:2′ Алов | Стадион: «Динамо» (малый) |
| «Динамо» Ленинград: Набутов - Никитин, Орешкин, Московцев - Вал.Фёдоров, Д.Фёдоров - Сазонов, А.И.Фёдоров, Алов , Викторов, Архангельский |                                                     |         |                            |                           |

#### Тур в Молотов
| 6 ноя ТМ 9 | «Динамо» Москва     | 2:0     | «Завод им.Сталина» Молотов | Молотов |
|            | - Соловьев - Якушин | (отчёт) |                            |         |

| 8 ноя ТМ 10 | «Динамо» Москва | 5:1     | «Динамо» Молотов | Молотов |
|             |                 | (отчёт) |                  |         |

| 10 ноя ТМ 11 | «Динамо» Москва | 4:2     | Молотов (сборная города) | Молотов |
|              |                 | (отчёт) |                          |         |

## Статистика сезона

### Игроки и матчи
| Игрок                | Первенства Москвы | Первенства Москвы | ТМ              | ТМ      | Всего Чемпионат | Всего Чемпионат | Всего Кубок     | Всего Кубок | Всего           | Всего   | Всего международные матчи | Всего международные матчи |
| Игрок                | Вышел на замену   | Гол               | Вышел на замену | Гол     | Вышел на замену | Гол             | Вышел на замену | Гол         | Вышел на замену | Гол     | Вышел на замену           | Гол                       |
| Вратари              | Вратари           | Вратари           | Вратари         | Вратари | Вратари         | Вратари         | Вратари         | Вратари     | Вратари         | Вратари | Вратари                   | Вратари                   |
| -------------------- | ----------------- | ----------------- | --------------- | ------- | --------------- | --------------- | --------------- | ----------- | --------------- | ------- | ------------------------- | ------------------------- |
| Борис Кочетов        | 11                | (-8)              | 4               | (-4)    | 10              | (-12)           |                 |             | 31              | (-27)   |                           |                           |
| Николай Медведев     | 6                 | (-4)              | 1               | (-2)    | 7               | (-13)           |                 |             | 13              | (-17)   |                           |                           |
| Евгений Фокин        | 4                 | (-2)              |                 |         | 66              | (-98)           | 4               | (-8)        | 118             | (-166)  | 1                         | (-0)                      |
| Защитники            |                   |                   |                 |         |                 |                 |                 |             |                 |         |                           |                           |
| Всеволод Радикорский | 18                |                   | 5               |         | 66              |                 | 2               |             | 96              |         | 1                         |                           |
| Аркадий Чернышев (8) | 21                |                   | 5               |         | 84              | 1               | 7               |             | 121             | 1       | 3                         |                           |
| Иван Станкевич       | 13                |                   | 3               |         | 23              |                 |                 |             | 37              |         | 1                         |                           |
| Петр Киселёв         | 9                 |                   | 2               |         | 10              |                 |                 |             | 28              |         |                           |                           |
| Михаил Антоневич     | 2                 |                   |                 |         |                 |                 |                 |             | 2               |         |                           |                           |
| Полузащитники        |                   |                   |                 |         |                 |                 |                 |             |                 |         |                           |                           |
| Всеволод Блинков     | 21                | 1                 | 5               |         | 18              |                 |                 |             | 49              | 3       |                           |                           |
| Валерий Бехтенев     | 18                | 3                 | 1               |         | 15              | 2               |                 |             | 34              | 6       |                           |                           |
| Николай Палыска      | 8                 |                   | 4               | 2       | 26              | 4               |                 |             | 44              | 5       | 1                         |                           |
| Нападающие           |                   |                   |                 |         |                 |                 |                 |             |                 |         |                           |                           |
| Василий Трофимов     | 12                | 8                 | 2               | 3       | 29              | 5               |                 |             | 42              | 13      |                           |                           |
| Михаил Якушин (13)   | 13                | 9                 | 5               | 2       | 95              | 44              | 9               | 2           | 150             | 74      | 4                         | 3                         |
| Сергей Соловьев      | 18                | 13                | 4               | 4       | 34              | 28              |                 |             | 62              | 87      | 1                         |                           |
| Александр Назаров    | 8                 | 9                 | 2               | 1       | 33              | 17              |                 |             | 43              | 27      |                           |                           |
| Сергей Ильин         | 20                | 25                | 5               | 2       | 104             | 49              | 9               | 9           | 196             | 131     | 4                         | 2                         |
| Михаил Семичастный   | 10                | 11                | 5               | 3       | 97              | 52              | 8               | 7           | 125             | 78      | 4                         | 4                         |
| Василий Карцев       | 11                | 11                | 2               | 1       |                 |                 |                 |             | 11              | 11      |                           |                           |
| Константин Бесков    | 6                 | 5                 | 2               | 2       | 8               | 3               |                 |             | 20              | 17      |                           |                           |
| Николай Дементьев    | 4                 | 3                 | 3               |         | 27              | 18              |                 |             | 39              | 38      | 1                         | 1                         |
| Алексей Пономарёв    | 1                 | 2                 | 1               | 1       | 34              | 17              | 7               | 4           | 42              | 23      | 1                         |                           |

### Личные и командные достижения
Динамовцы в списке 33 лучших футболистов
| Турнир            | Игрок                                        | Вышел на замену | Игрок              | Гол |
| ----------------- | -------------------------------------------- | --------------- | ------------------ | --- |
| Сезоны в клубе    | Василий Павлов                               | 13              |                    |     |
| Официальные матчи | Сергей Ильин                                 | 198             | Сергей Ильин       | 132 |
| Чемпионат         | Сергей Ильин                                 | 104             | Михаил Семичастный | 52  |
| Кубок             | Сергей Ильин, Михаил Якушин, Василий Смирнов | 9               | Сергей Ильин       | 9   |

Достижения в сезоне

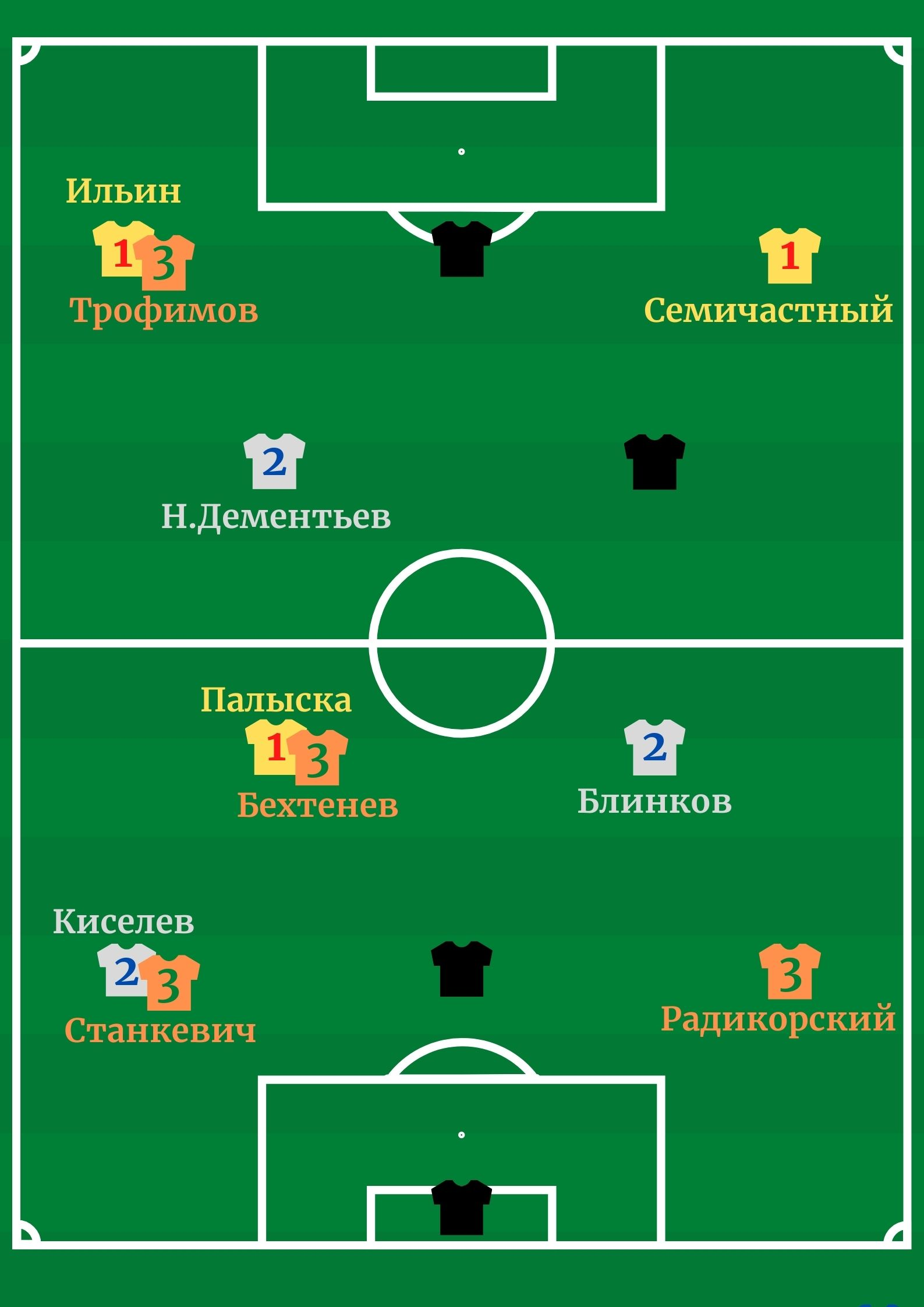

- Сергей Ильин и Евгений Фокин провели свои 12-е сезоны за «Динамо»
- Михаил Якушин провел 10-й сезон за «Динамо»